# Microstigmata
Microstigmata es un género de arañas migalomorfas de la familia Microstigmatidae. Se encuentra en Brasil en el Estado de Amazonas.

## Lista de especies
Según The World Spider Catalog 13.5:
- Microstigmata amatola Griswold, 1985
- Microstigmata geophila (Hewitt, 1916)
- Microstigmata lawrencei Griswold, 1985
- Microstigmata longipes (Lawrence, 1938)
- Microstigmata ukhahlamba Griswold, 1985
- Microstigmata zuluensis (Lawrence, 1938)